# باکهون
باکهون (به انگلیسی: Buckhaven) یک شهرک در اسکاتلند است که در فایف واقع شده‌است. باکهون ۱۶٬۳۹۱ نفر جمعیت دارد.

## خواهرخوانده
- ترلبورگ